# エムジーファーマ
エムジーファーマ株式会社は、大阪府茨木市に所在する製薬会社。ロート製薬の子会社で、「ナップル」ブランドをはじめとする健康食品を主体に製造・販売を行っている。

## 沿革
- 1969年11月：阪急共栄医薬として設立。
- 2002年8月：社名をエムジーファーマに変更。
- 2002年10月：本店を大阪府池田市に移転。
- 2002年12月：阪急共栄物産より薬品事業を譲り受ける。
- 2003年1月：ロート製薬の傘下に入る。
- 2006年7月：本店を現在地に移転。
- 2020年10月：公式オンラインショップを開設。
- 2022年7月：一般用医薬品の「ミルマグ」ブランドの一部（錠剤ミルマグLX・ミルマグ液）の製造販売ならびにサポート（問い合わせ対応）を親会社のロート製薬へ承継（公式オンラインショップでの取り扱いもロート製薬が運営する「ロート製薬オンライン(旧:ロート通販)」へ移管）。

## 主な製品
- 健康食品
  - ナップルGD
  - ナップルボックス - 2018年に一旦終売していたが、2022年4月に発売を再開した。
- 特定保健用食品
  - ナップルドリンク
- 医療用医薬品（共和薬品工業が販売）
  - ミルマグ錠350mg
  - ミルマグ内用懸濁液7.2%